# Orchestre de l'Agora
Pour les articles homonymes, voir Agora (homonymie).
Vous pouvez aider à l'améliorer ou bien discuter des problèmes sur sa page de discussion.
- Il ne cite pas suffisamment ses sources. Vous pouvez indiquer les passages à sourcer avec {{référence nécessaire}} ou {{Référence souhaitée}}, et inclure les références utiles en les liant aux notes de bas de page. (Marqué depuis janvier 2022)
- Il ne s’appuie pas, ou pas assez, sur des sources secondaires ou tertiaires. (Marqué depuis janvier 2022)
- Son ton est trop promotionnel ou publicitaire, voire hagiographique. Le texte doit adopter un ton neutre et encyclopédique. (Marqué depuis janvier 2022)

- Archive Wikiwix
- Bing
- Cairn
- DuckDuckGo
- E. Universalis
- Gallica
- Google
- G. Books
- G. News
- G. Scholar
- Persée
- Qwant
- (zh) Baidu
- (ru) Yandex
- (wd) trouver des œuvres sur Wikidata

L'Orchestre de l’Agora est un orchestre canadien basé à Montréal, fondé en 2013. L’Orchestre est dirigé par le chef d’orchestre, directeur artistique et fondateur Nicolas Ellis.

## Mission
Cette section ne s'appuie pas, ou pas assez, sur des sources secondaires ou tertiaires indépendantes du sujet.

Pour l'améliorer, ajoutez-en, ou placez des modèles {{Source secondaire souhaitée}} ou {{Source secondaire nécessaire}} sur les passages mal sourcés. (janvier 2022)
L'Orchestre de l’Agora est un collectif musical canadien à but non lucratif basé à Montréal, dont l’objectif principal est de promouvoir l’art et la musique classique tout en l’utilisant comme moyen de changement social. La mission de l’Orchestre est aussi de réinventer le rôle des musiciens classiques dans la communauté en misant sur leur talent et leur engagement. L’Orchestre de l’Agora est un orchestre à caractère social, qui privilégie les partenariats avec les fondations communautaires de sa région, et où les musiciens participent activement au changement à travers leurs déplacements dans les écoles, les prisons, les milieux hospitaliers et les communautés moins fortunées.

## Historique
En 2012 durant le Printemps érable, Nicolas Ellis fonde l’Orchestre de la Solidarité Sociale dans le cadre des rassemblements étudiants. De l’Orchestre de la Solidarité Sociale est né en 2013 l’Orchestre de l’Agora. De par son origine, l’orchestre met depuis en avant plan son engagement dans la communauté.

## Partenaires et activités
Cette section est promotionnelle ou publicitaire (janvier 2022). Considérez son contenu avec précaution et/ou discutez-en.
L’Orchestre de l’Agora est associé à divers organismes publics, artistiques et communautaires dont les Porteurs de Musique, l’Espace Transition de l'Hôpital Ste-Justine, en collaboration avec l'Opéra de Montréal ou encore La SAMS.
L'Orchestre collabore depuis 2017 avec l'Atelier lyrique de l'Opéra de Montréal, mettant sur pied des cliniques avec orchestre pour les chanteurs de l'Atelier, tout en présentant différentes productions. Parmi celles-ci, on retrouve notamment le projet Da Ponte bien culotté dans une mise en scène d'Isabeau Proulx-Lemire, The Turn of the Screw de Benjamin Britten mis en scène par Maxime Genois, le cycle complet du Cor merveilleux de l'enfant de Gustav Mahler et un Cabaret Bel canto autour de la musique de Rossini, Donizetti et Bellini.
En 2019-2020, l’Orchestre reverse plus de 138 000 $ à trois organismes environnementaux, par le biais du Gala de la terre : Jour de la terre Canada, la Fondation Sierra Club Canada et Conservation de la nature Canada.
Le 26 juillet 2020 l'Orchestre réalise un concert en hommage aux travailleurs de la santé. Les sommes recueillies ont été reversées à la Fondation de l’hôpital général Juif pour le Projet Héros.

## Concerts (liste non-exhaustive, depuis 2013)
- 7 février 2014 : Concert éco-responsable (Mahler, Brahms) - Concert-bénéfice pour Équiterre
- 29 octobre 2015 : Poésie musicale (Schubert, Chopin, Mendelssohn) - Concert-bénéfice pour L'itinéraire
- 17 février 2016 : Au cœur de l'Agora (Mozart, Bach, Brahms, Schumann) - Concert-bénéfice pour Dystrophie musculaire Canada
- 7 avril 2017 : Concertos pour Philou (Bartok, Ichmouratov, Haydn) - Concert-bénéfice pour le Centre Philou
- 9 février 2018 : Da Ponte bien culotté (Mozart) - Concert-bénéfice pour le Carrefour musical Laval
- 17 novembre 2018 : Bach Incognito (Festival Bach Montréal 2018)
- 7, 8 et 9 février 2019 : The Turn of the Screw (en collaboration avec l’Atelier lyrique de l’Opéra de Montréal)
- 17 mars 2019 : Boum Dang Sangsue ! (Avec Philippe Brach)
- 4 juillet 2019 : La magie de Mozart (Festival de musique de Lachine 2019)
- 11 juillet 2019 : Mozart – Mozart, Mozart ! (En collaboration avec l’Atelier lyrique de l’Opéra de Montréal)
- 17 août 2019 : Mozart – Da Ponte
- 16 novembre 2019 : Festival Bach (Un concert du Festival Bach Montréal 2019)
- 17 novembre 2019 au 9 février 2020 : Tournée du Québec (12 concerts partout au Québec)
- 13 février 2020 : Cabaret Bel Canto (en collaboration avec l’Atelier lyrique de l’Opéra de Montréal)
- 28 février 2020 : Mahler : Aurore et Crépuscule (en collaboration avec l’Atelier lyrique de l’Opéra de Montréal)
- 26 juillet 2020 : Concert Solidaire (hommage aux travailleurs de la santé durant la pandémie) + premier concert en Amérique du Nord devant un public, depuis l’arrêt des concerts à cause de la pandémie[9]
- 23 novembre 2020 : Concert au Festival Bach
- 20 décembre 2020 : Concert-bénéfice (avec Karina Gauvin, soprano)
- 23 mai 2021 : La musique pour les jeunes (en collaboration avec ATMA Classique)